# Maamme
Maamme o Vårt land (en finés y sueco, respectivamente; significa Nuestra Tierra) es el nombre del himno nacional de Finlandia. 
La música fue compuesta por el alemán Fredrik Pacius, y la letra (originalmente en sueco) por el sueco-finés Johan Ludvig Runeberg. Fue presentado por primera vez el 13 de mayo de 1848. El poema original, escrito en 1846 pero no impreso hasta 1848, tenía 11 estrofas y formaba parte del prólogo del verso Relatos del Alférez Ståhl (Fänrik Ståhls Sägner), una obra maestra del nacionalismo romántico.
Relatos del Alférez Ståhl fue una obra muy apreciada en Escandinavia. Hasta la independencia de Finlandia, las notas de Pacius y las letras de Runeberg eran cantadas frecuentemente en Noruega, Dinamarca y Suecia. Se debe notar que en la versión sueca del himno, el texto no hace referencia a Finlandia, solo a un país en el norte (o los países nórdicos en general); sin embargo en la versión finesa del himno, el texto se refiere explícitamente a Finlandia.
Algunos finlandeses han propuesto que el himno nacional sea cambiado por Finlandia de Jean Sibelius; en parte porque la música actual también se usa en el himno nacional de Estonia (Mu isamaa, mu õnn ja rõõm), con una letra muy similar, y en parte porque Pacius era alemán y Runeberg era sueco-finés (aunque Sibelius era también sueco-finés). 

## Letra

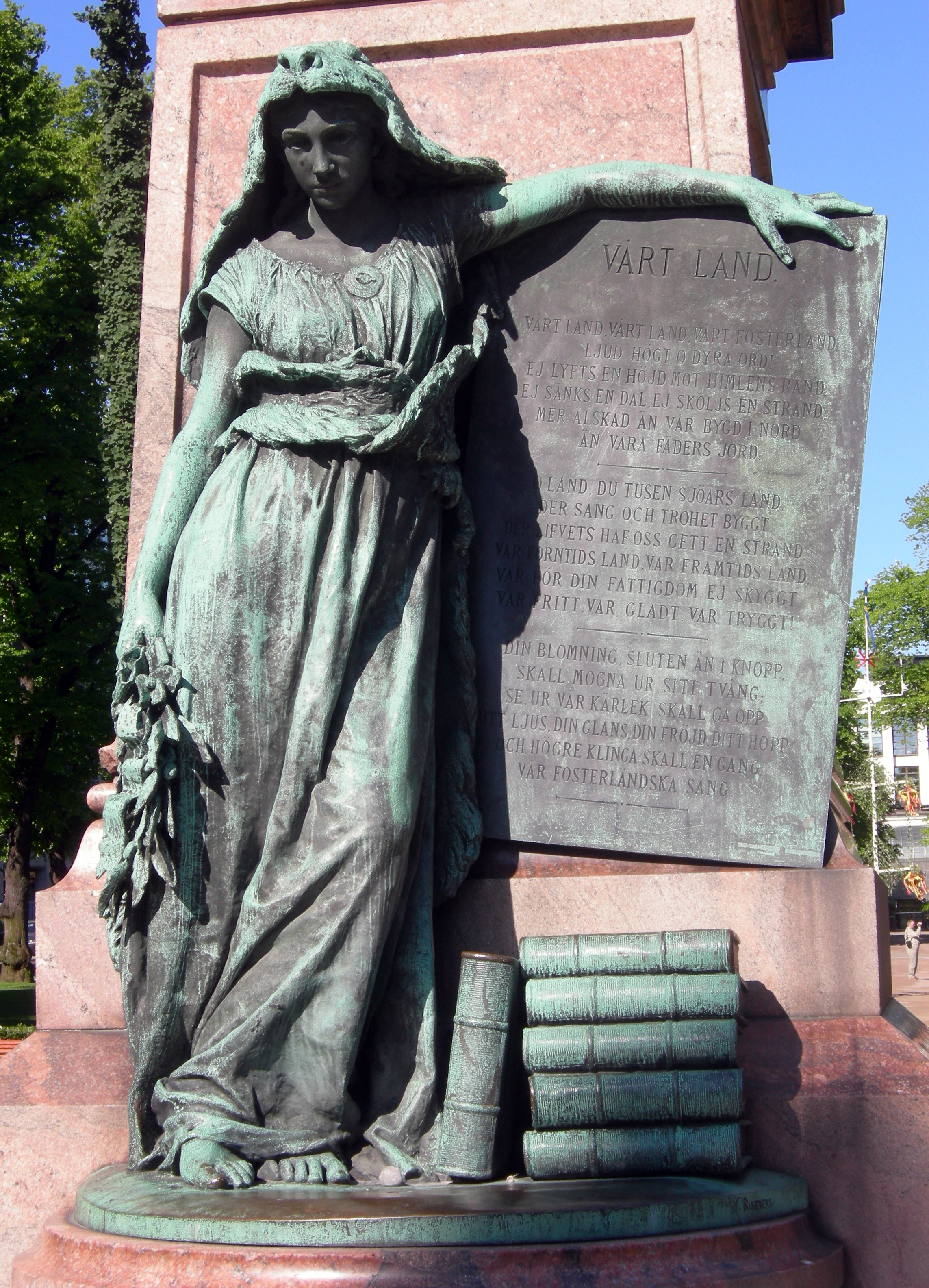

A continuación se presentan las letras del himno en finés y sueco:

### Maamme
Oi maamme, Suomi, synnyinmaa!
Soi, sana kultainen!
Ei laaksoa, ei kukkulaa,
ei vettä, rantaa rakkaampaa
kuin kotimaa tää pohjoinen,
maa kallis isien.
Sun kukoistukses kuorestaan
kerrankin puhkeaa;
viel' lempemme saa nousemaan
sun toivos, riemus loistossaan,
ja kerran laulus, synnyinmaa
korkeemman kaiun saa.

### Vårt land
Vårt land, vårt land, vårt fosterland,
ljud högt, o dyra ord!
Ej lyfts en höjd mot himlens rand,
ej sänks en dal, ej sköljs en strand,
mer älskad än vår bygd i nord,
än våra fäders jord!
Din blomning, sluten än i knopp,
Skall mogna ur sitt tvång;
Se, ur vår kärlek skall gå opp
Ditt ljus, din glans, din fröjd, ditt hopp.
Och högre klinga skall en gång
Vår fosterländska sång.

### Nuestra Tierra (traducción del significado en sueco)[1]
¡Nuestra tierra, nuestra tierra, nuestra patria,
que suene alto tu nombre, esas palabras tan queridas!
No existe una colina que se levante hacia el cielo,
ni valle que baje, ni playa que bañe el mar,
que sea más amada que nuestro lugar en el Norte,
más que el suelo de nuestros ancestros.
Eres una flor que espera aún como un capullo,
pero madurarás y saldrás de tu confinamiento.
¡Mira! De nuestro amor se levantará
tu luz, tu brillo, tu alegría, tu esperanza.
Y sonará otra vez fuerte y clara
esta, nuestra canción a la patria.